# Katima Mulilo Urbano
Katima Mulilo Urbano es un distrito electoral de la Región de Zambezi en Namibia, que comprende básicamente la ciudad capital de Caprivi, Katima Mulilo. Su población es de 14.359 habitantes.
- Datos: Q3813969